# Museo nazionale ungherese
Il Museo nazionale ungherese (in ungherese Magyar Nemzeti Múzeum) è un museo di Budapest, che ospita la più ricca collezione di arte e manufatti legati alla storia del Paese. Fondato nel 1802 dal conte Ferenc Széchényi, possiede una collezione d'arte e documenti, costantemente in espansione che è esposta in un edificio neoclassico costruito da Mihály Pollack.
Al primo piano vi sono il mantello dell'incoronazione e l'esposizione archeologica. Il secondo piano ospita i manufatti ungheresi dall'XI al XX secolo. Nel seminterrato è possibile visitare il lapidario romano.

## Storia

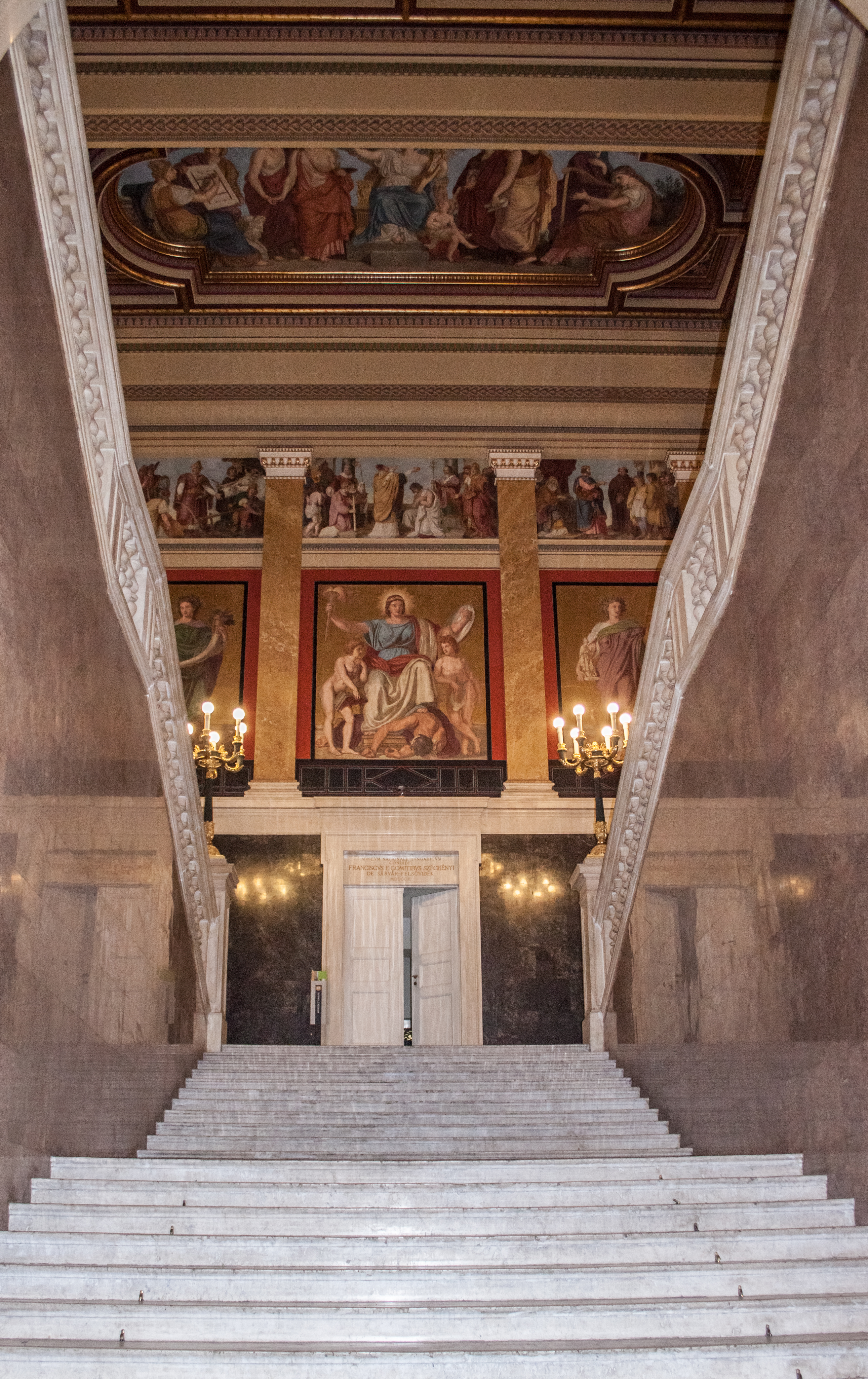
Scalone principale

Fondato il 25 novembre del 1802, il museo deve la sua esistenza al conte Ferenc Széchényi, che offrì alla nazione la propria collezione di 2 019 monete d'oro, 11 884 libri, 1 156 manoscritti, 142 tra mappe e incisioni oltre che diversi oggetti di antiquariato e dipinti. Dalla sua fondazione il museo assunse diversi nomi (Museo Pubblico, Biblioteca Nazionale, Museo Nazionale). La collezione venne esposta fino al 1807 nel monastero dei monaci di San Paolo primo eremita a Pest, poi nell'università, sul lato della Chiesa universitaria di Pest. Nel 1808, per volere del Palatino del Regno di Ungheria Giuseppe d'Asburgo-Lorena, venne istituita la fondazione museale e nel 1812 Jakab Ferdinand Miller divenne il primo direttore del museo.
A causa dell'espansione continua della collezione, nel 1837 venne ordinata la costruzione di un nuovo edificio che terminò solo nel 1847. Il 15 marzo 1848 nei giardini del museo, a seguito della rivoluzione ungherese contro l'Impero asburgico, il poeta Sándor Petőfi lesse per la prima volta il poema, poi diventato inno nazionale, che scatenò la rivoluzione contro il governo asburgico. L'episodio viene commemorato ogni 15 marzo, quando il museo viene bardato con i colori nazionali e viene eseguita una ricostruzione storica dell'evento. Dopo le sollevazioni, nel 1848 la Camera alta ungherese prese sede nell'aula cerimoniale del museo e vi ritornò dal 1867 al 1902. Anche la Camera bassa  venne ospitata nel museo prima nel 1861 e poi tra il 1865 e 1866.
La collezione museale, a causa della sua continua espansione e specializzazione, iniziò ad essere suddivisa e utilizzata nelle esposizioni del Museo d'arte applicata e il Museo delle belle arti, nati nella seconda metà dell'Ottocento. Nel 1949 si distaccarono il Museo delle scienze naturali, il Museo etnografico e la Biblioteca nazionale Széchényi. Dagli anni sessanta ad oggi diverse istituzioni museali ungheresi si sono affiliate al Museo nazionale, aumentandone così la sua importanza.

## Edificio

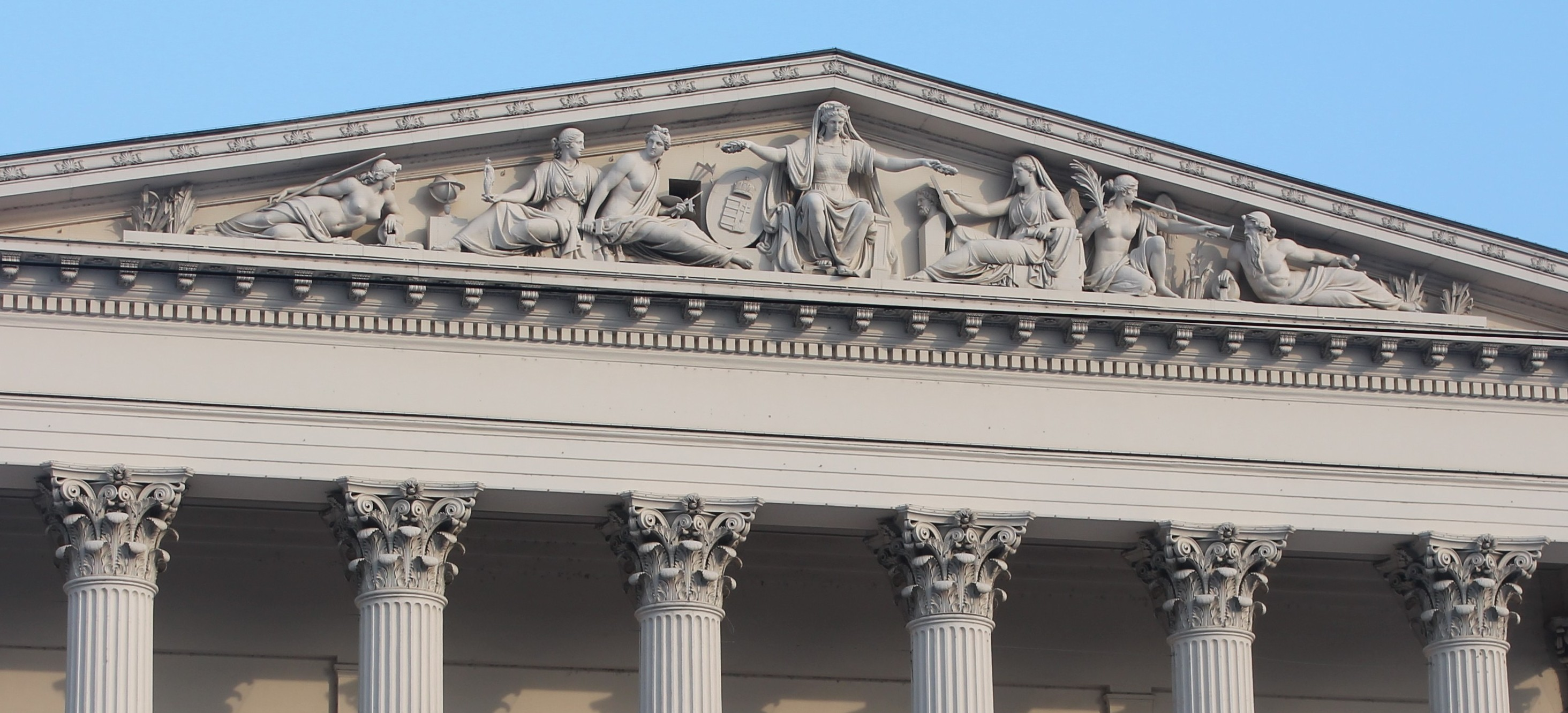
Sculture del timpano

Costruito tra il 1837 e il 1847 su progetto di Mihály Pollack, questo edificio neoclassico è uno dei migliori esempi architettonici dell'epoca. La facciata è preceduta da un portico monumentale, sormontato da un timpano, opera di Raffaele Monti. Nella composizione rappresenta la Pannonia in trono con a destra la personificazione delle scienze a sinistra quella delle arti. Nell'angolo destro è presente la personificazione del Danubio, mentre in quello sinistro il fiume Drava. Nel 1875 i muri dello scalone principale del museo sono stati affrescati dai pittori ungheresi Károly Lotz e Mór Than.
I giardini che circondano il museo sono abbelliti da numerose statue di personaggi importanti della storia della letteratura, della scienza e dell'arte. Un monumento in onore del poeta János Arany, autore della trilogia epica di Toldi, si trova davanti all'ingresso principale. È un'opera di Alajos Stróbl, realizzata in pietra calcarea e bronzo che risale al 1893.
Tra il 1926 e il 1927 il museo è stato rinnovato ed espanso, così come tra il 1996 e il 2006 quando sono state aggiunte diverse stanze tra le quali il lapidario romano

## Collezione

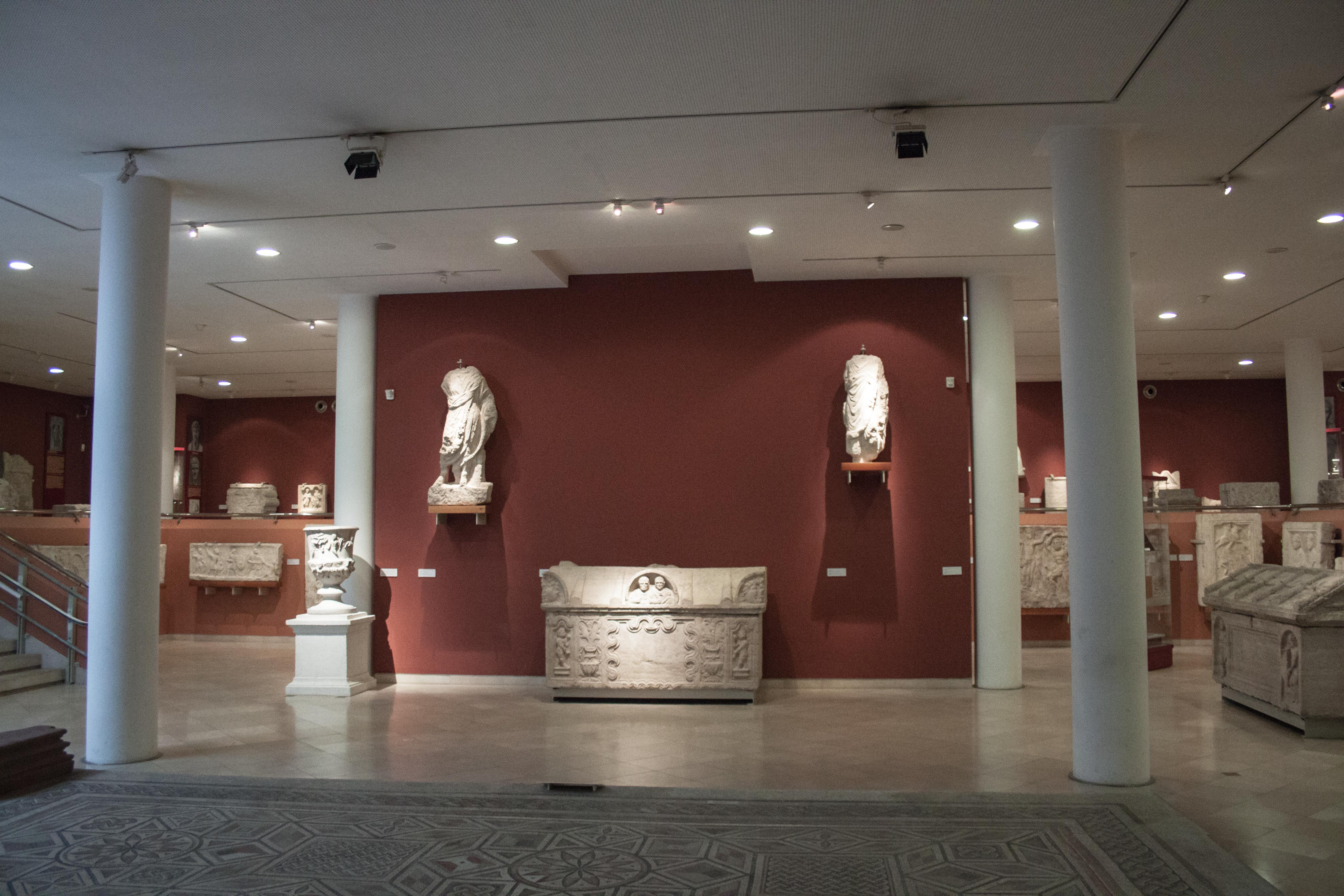
Il lapidario romano

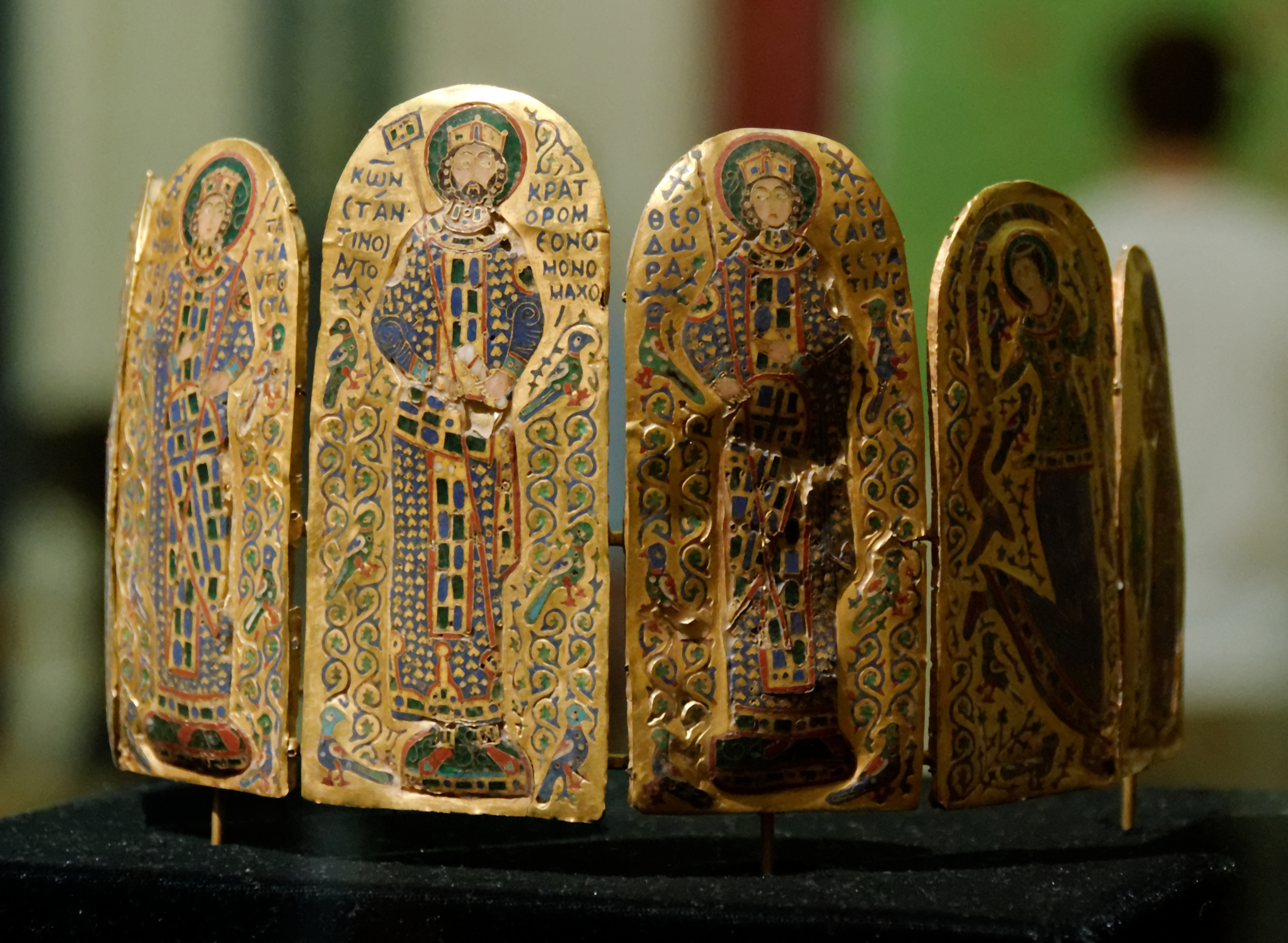
Corona Monomaca

### Mantello dell'incoronazione
Uno dei tesori ungheresi più importanti è il mantello dell'incoronazione, esposto a parte in una sala del museo. Tessuto in seta bizantina, originariamente era stato donato alla Chiesa da Santo Stefano nel 1031. La lunga veste fu rifoggiata nel XIII secolo. Oggi, in parte sbiadita, mostra ancora un disegno finemente ricamato con fili d'oro e perle. Le insegne reali, tra cui uno scettro e una corona d'oro, sono state rinvenute dalle forze americane durante la seconda guerra mondiale e furono conservate a Fort Knox prima di essere riportate in Ungheria nel 1978. Nel 2000 le insegne reali furono trasferite nella Sala della cupola del Parlamento, dove possono essere ammirate.

### Mostra archeologica
La mostra archeologica fu aperta nel 2002 per celebrare i 200 anni della fondazione del museo. Delinea la storia ungherese compresa tra il 400 a.C. e l'800 d.C., dai primi insediamenti a Vértesszőlős fino alla fine del periodo alto-medievale, immediatamente precedente alla conquista ungherese della patria. L'esposizione mostra alcune delle più recenti ed importanti scoperte archeologiche e numerose ricostruzioni del passato.

### Oggetti dall'XI al XVII secolo
L'esposizione comincia con il materiale dell'era degli Árpád e mostra uno degli oggetti più preziosi del museo, la corona di Costantino XI, decorata con smalto. In questa sezione si trovano anche le decorazioni funerarie di Béla III, vasi sacri romanici, armi e monete. Il dominio degli Angioini coincide con la nascita dello stile gotico, che è qui rappresentato da alcune opere in oro. Le due sale successive riguardano il regno di Sigismondo di Lussemburgo e le imprese di János Hunyadi. Sono esposte copie dei ritratti del re Sigismondo di Albrecht Dürer e una sella cerimoniale sontuosamente decorata. Si trovano anche diversi pezzi in platino e oro, manoscritti miniati e documenti. Anche la vita contadina di questo periodo viene illustrata, così come la storia della corte reale.
Il regno di Mattia Corvino e della dinastia degli Jagelloni segna il declino del periodo gotico e la nascita del Rinascimento. Le opere di questo periodo comprendono una sfera in vetro del XV secolo del re Mattia, banchi gotici di una chiesa di Bártfa, armature e armi, insieme a un abito del XVI secolo, appartenuto alla regina Maria d'Asburgo. Seguono sculture e manufatti del XVI e XVII secolo. C'è una mostra sugli oggetti sopravvissuti all'occupazione turca, prevalentemente utensili di vita quotidiana e armi.
Una sala apposita è consacrata al Principato di Transilvania e all'importante ruolo storico che giocò. Sono qui esposti vasi e gioielli lavorati in oro, abiti del XVII secolo e maiolica habana, produzione tipica della minoranza degli Habani. Quest'ultima sezione termina nel 1686, al tempo della liberazione di Buda da parte dell'esercito cristiano dopo l'occupazione turca. In questa parte del museo si trovano anche i ritratti degli ungheresi illustri dell'epoca e un'interessante esposizione di gioielli del XVII secolo.

### Oggetti del XVIII e XIX secolo
Questa parte del museo riguarda il periodo del dominio asburgico, segnato da grandi lotte civili. La mostra comincia con oggetti relativi all'insurrezione di Rákóczi del 1703-11. Espone armi e anche mobili del palazzo di Ferenc II Rákóczi. La sala successiva è dedicata all'arte e alla cultura ungherese del XVIII secolo. Le altre sale mostrano la storia ungherese della prima metà del XIX secolo. Raccolgono opere, tra cui ritratti e dipinti storici come la Deposizione della pietra angolare del ponte delle Catene, importanti documenti e memorie dell'epoca.
La sezione centrale, dedicata alla rivoluzione del 1848-1849, mostra la macchina di stampa con cui furono stampati volantini con le 12 rivendicazioni dell'Ungheria nella lotta per l'indipendenza dall'Austria. Le esposizioni della seconda metà del XIX secolo comprendono oggetti massonici, decorazioni ufficiali, monete e manoscritti storici. Sono esposti anche oggetti relativi all'incoronazione di Francesco Giuseppe del 1867 e alle celebrazioni del Millennio del 1896.

### Oggetti del XX secolo
A riflettere lo sviluppo tecnico del secolo, la recente storia ungherese è presentata con stile documentaristico. Gli eventi sono illustrati attraverso documenti e fotografie. Si possono trovare oggetti relativi alla prima guerra mondiale, all'epoca della rivoluzione tra le guerre e drammatici documenti della seconda guerra mondiale. La storia ungherese del dopoguerra è presentata soprattutto in prospettiva politica. Sono evidenziati episodi significativi, come la rivoluzione del 1956 e le vicende del 1989, preludio alla fine al comunismo nell'Europa centrale.